# Lagonoy
Lagonoy es un municipio filipino de segunda clase, perteneciente a la provincia de Camarines Sur, en la región de Bicolandia.

## Historia
El pueblo perteneció a la provincia de Albay hasta 1846, cuando se trasladó a la de Camarines Sur; tenía por entonces una población de 6156 habitantes. Apenas unos años después, hacia mediados de siglo, había ascendido hasta los 7922, repartidos en 682 casas. Aparece descrito en el segundo volumen del Diccionario geográfico, estadístico, histórico de las Islas Filipinas (1851) de Manuel Buzeta Núñez y Felipe Bravo con las siguientes palabras:

LAGONOY: pueblo con cura y gobernadorcillo, en la isla de Luzon, prov. de Camarines-Sur, dióc. de Nueva-Cáceres; sit. en los 127° 9' 20" long., 13° 42' lat., en la parte oriental de la prov., como 1 ½ leg. del mar, aunque denomina un espacioso seno en la costa, á la der. de un r. que lleva el mismo nombre, en terreno desigual, defendido de los vientos del O. y N. por el encumbrado monte Isaroc y las montañas de Caramuan, que presentan un semicírculo sobre este pueblo; su clima es templado y saludable. Este pueblo es debido á los trabajos apostólicos de los PP. Franciscanos, quienes entregaron su administracion á los clérigos seculares en el año 1636; despues lo tuvieron como encomienda los PP. Recoletos y por fin volvió á ser administrado por el clero secular. Perteneció á la prov. de Albay hasta el año 1846 en que se dió á la de Camarines-Sur contando á la sazon con sus anejos 6,156 alm., de las cuales 1846 eran tributantes. En la actualidad tiene unas 682 casas; la parroquial, la igl. parr. y el tribunal en el que está la cárcel, son bastante buenos edificios. Hay escuela de primeras letras dotada de los fondos de comunidad. Las aguas del r. del nombre de la pobl. y sus numerosos afluentes que se desprenden del monte Isaroc son potables y sirven á las necesidades del vecindario. Comunícase con sus colaterales, Goa, que se halla como ¾ leg. al S. O., y S. José á igula dist. al S. E., por medio de caminos regulares; el que se dirige á la cabecera de la prov. tiene que ir á tomar al N. O. una de las gargantas que presenta la cordillera de montañas de Caramuan, lo que le hace ser escabroso y largo, pues asi viene á distar como unas 9 leg., hallándose por la visual á unas 6 ½ escasas; con este rodeo recibe el correo semanal de la cabecera. El term. confina por S. con los de sus mencionados colaterales Goa y San José; al E. tiene el dilatado seno del mismo nombre, y al O. y N. se halla sin amojonamiento en el monte Isaroc y en las montañas de Caramuan  cuyo pueblo tiene su térm. en la parte contrapuesta, pudiendo decirse que es su colateral no obstante su larga distancia. En este distrito ó jurisdiccion tiene Lagonoy una visita llamada S. José, cuya pobl. incluimos en la de la matriz. En los estensos montes de esta jurisd. hay espesos bosques donde se hallan muchas clases de árboles cuya madera es apreciada para toda construccion; hay asi mismo numerosas especies de cañas, bejucos, resinas, caza mayor y menor, muchas abejas, escelentes pastos y en las cañadas que se han roturado como en la parte mas llana que se estiende desde la pobl. á la costa, se cultivan el arroz, abacá, caña dulce, añil y ajonjolí. ind.: la fabricacion de aceite de ajonjolí, y beneficio de los demas productos de la agricultura, varios tejidos de algodon y abacá, la pesca y la cria de ganados vacuno, caballar y de cerda. pobl. 7,922 almas, 969 trib. que importan 9,690 rs. plata ó sean 24,225 rs. vn.
(Buzeta y Bravo, 1851, pp. 135-136)

En 2020, tenía censados 56 714 habitantes.